# Intendant (royaume de France)
Pour les articles homonymes, voir Intendant.
Sous l'Ancien Régime, les intendants étaient les personnages centraux de l'administration royale dans les généralités. Leur rôle s'apparente à celui des actuels préfets, dans une moindre mesure.
Les intendants exerçaient leur administration dans le cadre des généralités et étaient secondés par un secrétaire nommé subdélégué général. Chaque généralité était divisée en subdélégations (sortes de sous-préfectures) à la tête desquelles se trouvait un subdélégué (sorte de sous-préfet) nommé par l'intendant. Chaque subdélégation était elle-même subdivisée en arrondissements (équivalent de nos actuels cantons) qui regroupaient plusieurs paroisses et qui portaient l’appellation officielle d'arrondissement de correspondance de la subdélégation. À la tête de chacun de ces arrondissements se trouvait un correspondant nommé par l'intendant sur proposition de son subdélégué.
Un intendant recevait une pension moyenne de 10 000 livres, mais les subdélégués ne recevaient aucun traitement et cumulaient le plus souvent leur charge avec une autre fonction (magistrat, administrateur civil ou militaire, etc.).
En 1789, la jeune Assemblée nationale s'est servi de cette organisation comme modèle pour créer les départements et les districts, puis Napoléon Bonaparte reprendra la même organisation pour instituer les préfets et les sous-préfets que nous connaissons aujourd'hui.
De 1789 à 1980, le rôle d'Intendant est resté partagé entre le préfet et l'intendant militaire.

## L'origine des intendants

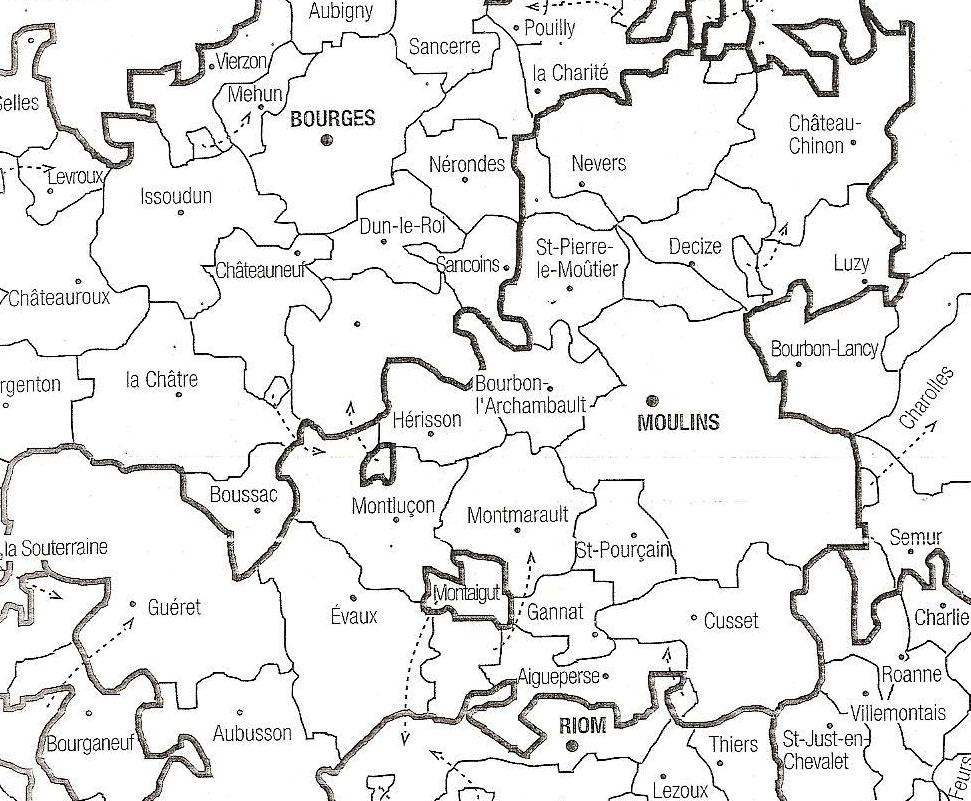
La généralité de Moulins divisée en subdélégations.

Dès le XVe siècle, le roi envoie en mission dans les provinces des commissaires chargés d'inspecter les différentes autorités et de prendre les mesures nécessaires. Ces envoyés sont recrutés parmi les maîtres des requêtes, les conseillers d'État et les membres des Parlements ou des Chambres des comptes. Leur mission est ponctuelle et temporaire, afin d'éviter leur tentation de recréer des féodalités. On trouve aussi de nombreux intendants auprès des armées où ils sont chargés de la « police, des vivres, et des finances ». Ces derniers surveillent les comptables, les fournisseurs, les généraux assistent aux conseils de guerre pour les délits et crimes des militaires. Il y a un intendant à Bourges en 1592, à Troyes en 1594, à Limoges en 1596.
Le mot « intendant » apparaît dans les années 1620. Leur dénomination officielle est : « intendant de justice, police et finances ». Leur mission est toujours temporaire et consiste surtout à l'inspection. L'article 58 du Code Michau précise leurs fonctions (sans employer cependant le terme d'intendant) : « informer de tous crimes, abus et malversations commises par nos officiers et autres choses concernant notre service et le soulagement de notre peuple ». Avec l'entrée en guerre de la France en 1635 (guerre de Trente Ans), les intendants deviennent permanents. D'inspecteurs ils deviennent administrateurs. Pendant la Fronde, en 1648, les parlementaires de la Chambre Saint-Louis demandent et obtiennent la suppression des intendants. Mazarin et Anne d'Autriche cèdent (sauf dans les provinces alors frontières fortement menacées par les Espagnols et les Impériaux). Dès la fin de la Fronde les intendants sont rétablis partout. Après 1680, les intendants ont un poste fixe, une généralité. Leur titre est alors « intendant de justice, police et finances, commissaire départi dans les généralités du royaume pour l'exécution des ordres du roi ».
Aux XVIIe et XVIIIe siècles, les intendants sont issus de la noblesse de robe ou de la haute bourgeoisie. Généralement,  ils sont maîtres des requêtes au Conseil des parties. Ils sont choisis par le contrôleur général qui demande l'avis du secrétaire d'État à la Guerre pour ceux qui seront envoyés dans les provinces frontières. Ils sont généralement jeunes (Calonne est nommé intendant à 17 ans, Turgot et Berthier de Sauvigny à 34 ans, Tourny à 40 ans).

## Les fonctions des intendants
Nommé et révoqué par le roi, l'intendant dans sa généralité ne dispose pour l'assister que d'une petite équipe de secrétaires. Au XVIIIe siècle la généralité est divisée en subdélégations à la tête desquelles se trouve un subdélégué choisi par l'intendant, lui-même disposant de quelques personnes. C'est donc avec très peu de monde que l'intendant doit accomplir sa mission qui couvre une multitude de domaines.
Comme intendant de justice, il surveille les tribunaux (sauf les parlements avec lesquels il est souvent et violemment en conflit). Il doit s'assurer que les officiers de justice ne sont ni trop lents, ni négligents, ni complaisants en particulier avec les gentilshommes, ni trop avides d'épices. L'intendant dispose du droit d'évocation qui lui permet de transférer une affaire d'un tribunal à un autre s'il pense que la justice sera mieux rendue. L'intendant peut également rendre personnellement la justice, avec l'aide de juges royaux. On comprend que les officiers de justice dont il empiète sur les attributions et les revenus se soient montrés farouches adversaires des intendants et réclament sans cesse leur disparition ou du moins la réduction de leurs pouvoirs.
Comme intendant de police, il est chargé du maintien de l'ordre, il commande la maréchaussée et surveille l'opinion publique. Il est chargé du ravitaillement et des étapes des troupes. Il pourvoit aux fournitures militaires. Il surveille la milice provinciale. Il intervient aussi dans les affaires religieuses et contrôle les protestants. Dans de nombreuses provinces les intendants sont de fidèles exécutants de la politique anti-protestante de Louis XIV. S'ajoute la surveillance des établissements scolaires de tout ordre.
Comme intendant des finances, l'intendant répartit les impôts royaux directs (au moins dans les pays d'élection). Il contrôle les droits domaniaux du roi (le centième denier, le petit scel, le franc-fief…). Il procède à la réfection des terriers des domaines du roi. Il exerce la tutelle financière des communautés d'habitants et autres communautés (religieuses, scolaires…). Il surveille les officiers de finances. C'est aux intendants qu'il incomba de faire appliquer la capitation, ou l'édit sur les armoiries de 1696, qui était principalement une mesure fiscale.
Là ne se limite pas la tâche de l'intendant. Il joue aussi un rôle économique. Le gouvernement lui demande fréquemment des enquêtes sur l'état du Royaume (la plus célèbre ayant pour titre Mémoires pour l'instruction du duc de Bourgogne, sous Louis XIV). Il cherche à améliorer l'agriculture en introduisant de nouvelles plantes et en favorisant les progrès de l'élevage (Turgot en Limousin). Il crée et inspecte les manufactures royales. Il est chargé des poudres et des salpêtres. Il est responsable de l'entretien et de la création du réseau routier. Il s'occupe des messageries et de la poste. Il embellit les villes (Tourny à Bordeaux). Il reçoit les contestations sur les droits de traites… L'intendant a de plus un rôle social. Il ouvre les ateliers de charité pour employer les chômeurs, il crée les dépôts de mendicité. Il veille au ravitaillement de la population dans les périodes de crises de subsistance en achetant et en revendant les céréales.
Symbole du centralisme monarchique, commissaire nommé et révocable surveillant les officiers propriétaires de leur fonction, l'intendant a de nombreux adversaires. Les nostalgiques d'une administration où la naissance, c’est-à-dire la noblesse, primait sur la compétence l'attaquent violemment comme le fait le duc de Saint-Simon. Les partisans d'une monarchie tempérée, tel Fénelon, souhaitent sa disparition. Necker, le seul « ministre des finances » depuis 1720 qui n'ait pas été intendant, les accuse d'incompétence pour cause de jeunesse et d'arrivisme. Les cahiers de doléances de 1789, ne voient en eux que les exécutants zélés d'une politique fiscale qui pèse lourd sur les classes populaires.

## Quelques intendants remarquables
- François Barbé-Marbois à Saint-Domingue puis premier président de la Cour des comptes
- Bégon à Rochefort et La Rochelle, qui a donné son nom au bégonia, et son fils Michel Bégon de La Picardière, intendant de la Nouvelle-France.
- Claude-François Bertrand de Boucheporn, intendant de Corse (1775-1785); plus tard intendant de Pau et Bayonne, puis Auch (1785-1790)
- Bertrand de Molleville, intendant de Bretagne, plus tard ministre de la Marine et des Colonies.
- Paul Esprit Feydeau de Brou, conseiller d'État qui fut notamment intendant de Bretagne (1716-1727) lors de l'incendie de Rennes de 1720 et la conspiration de Pontcallec. Il donna son nom à l'Ile Feydeau à Nantes. Louis XV le nomma garde des sceaux de France en 1762.
- Blossac à Poitiers, neveu du précédent.
- Calonne à Metz puis à Lille, futur contrôleur général des finances.
- Dupré de Saint-Maur à Bordeaux.
- Nicolas Fouquet à Grenoble puis en Picardie et à Paris.
- La Galaizière à Soissons puis en Lorraine où il est chancelier du roi Stanislas.
- Jean-Emmanuel Guignard, vicomte de Saint-Priest (1714-1785), à Montpellier, intendant de Languedoc (1751-1785)[4]
- Montyon à Poitiers, en Auvergne, en Provence ; économiste.
- Tourny à Limoges puis à Bordeaux.
- Turgot à Limoges, futur contrôleur général des finances.
- Talon en Nouvelle-France.
- François-Jean Orceau de Fontette dans la généralité de Caen.
- Gaspard-Louis Rouillé d'Orfeuil à La Rochelle et à Châlons-en-Champagne
- Antoine Jullien dans la généralité d'Alençon.
- Le Bret de Flacourt en Provence
- Le Pelentier Souzy à généralité de Besançon (1668) et généralité de Lille (1668-1683)